# Stazione di Headingley
La stazione di Headingley (in inglese: Headingley railway station) è la stazione ferroviaria di Headingley, Leeds, in Inghilterra.

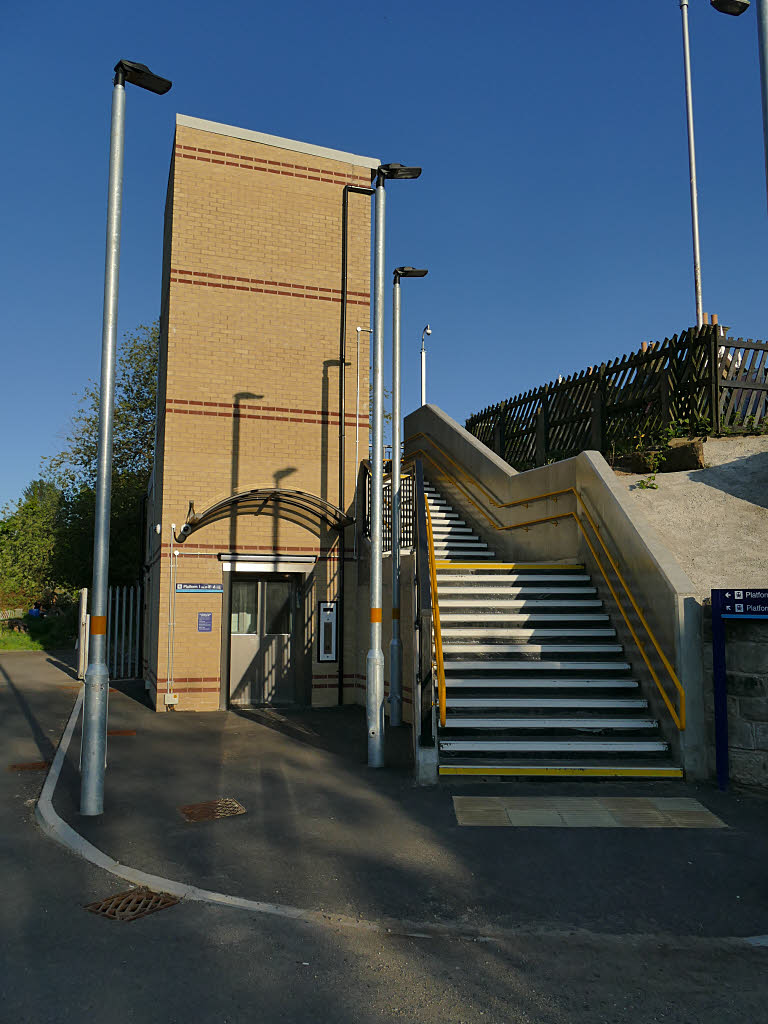
Ascensore